# Domina
La Domna, senyora en provençal, dins del fenomen trobadoresc que va néixer a Occitània i es va escampar per la resta de corts d'Europa des del final del segle xi fins al final del segle xiii, era la dama a la que els trobadors destinaven els versos amorosos.

## Context
La lírica trobadoresca va traslladar a l'àmbit amorós les relacions jeràrquiques i valors propis de la societat feudal de l'edat mitjana. El vocabulari jurídic de les relacions entre vassall i senyor apareix en la cansó amorosa, gènere cortès per excel·lència. És en aquest sentit que l'enamorat manté una relació de submissió i vassallatge cap a l'estimada, a la que anomena Domna, Senyora, que prové de Domina, l'esposa del Dominus o senyor feudal.

## Característiques
L'amor cortès o fin'amor en provençal, expressió genuïna i pròpia de la cansó, es podria traduir com a amor pur, lleial i vertader. El fin'amor propugnava la lliure elecció de la persona estimada, sense tenir en compte les regles socials dels matrimonis feudals. La destinatària de l'amor era sempre noble i casada, de manera que l'auditori, generalment aristocràtic i cortesà, es delectava escoltant l'alegria, l'angoixa, l'esperança, el desig i el temor que aquesta situació transgressora provocava en l'enamorat.

## Tractaments
El trobador dedicava lloances a la Domna amagant sovint la identitat de l'estimada darrere un senhal. Era un amor que no complia les normes socials de l'època i calia que fos amagat. Malgrat que el marc del fin'amor comportava un entramat, un lèxic, un ritme i esquemes mètrics concrets, cada autor procurava sorprendre amb noves fórmules, procurant trencar tòpics i jugant amb les paraules. Sobre una base comuna, els trobadors rivalitzaven per ser el millor i més original a l'hora d'expressar el seu sentiment i lloar a la seva estimada. Aquesta rivalitat es reflectia en els versos i senhals dirigits a altres trobadors o, de manera més explícita, en les tensons, gènere en el qual els trobadors mantenien una competició dialèctica defensant posicions oposades. De les diferents formes d'expressar el sentiment amorós cap a la domna en ressalten tres estils ben definits: el trobar leu, el trobar clus i el trobar ric.
- Mitjançant el trobar leu (lleu o senzill) el trobador expressa el seu amor amb una falsa senzillesa, sense recursos estilístics complicats i de manera clara i entenedora. Alhora presenta la seva composició com a fruit d'una necessitat biològica provocada pel mateix sentiment amorós que l'inspira.

- En contrast amb el trobar leu hi trobem el trobar clus, en què els sentiments i lloances cap a la Domna són expressats de manera subtil, ple jocs verbals, conceptes i agudeses que dificulten la seva comprensió.

- Per altra banda, el trobar ric prioritzava la bellesa formal, amb rimes complicades i vocabulari poc corrent.

Altra particularitat en el tractament amorós vers la Domna el trobem en l'"amor de lonh" (amor en la distància), el goig per la no-possessió de l'amor dezamat (estimar sense ser estimat), aportació de Jaufré Rudel. Aquesta poètica entorn la distància, ja sigui social o geogràfica, es consolidarà en l'amor cortès.
Un altre trobador, Marcabrú, fent clares referències als versos de Rudel mostra la seva disconformitat amb l'amor dezamat. L'inaccessibilitat de la dama el portarà a abandonar-la i jurar fidelitat a una altra Domna a la que pot accedir.
Bernat de Ventadorn, seguirà la fórmula dels seus antecessors per fer palesa la seva discrepància amb Marcabrú i assenyalar que mai trencaria la fidelitat amb la Domna.
Una altra manera d'expressar els sentiments cap a la Domna és representada en la mala cansó. La cansó en que s'usava un llenguatge delicat i sensual per expressar el goig pels favors de la Domna o la tristesa per l'amor dezamat era la bona cansó. En la mala cansó l'enamorat dolgut fa servir un vocabulari punyent i dur per acusar la dama i abandonar-la mentre fa saber que n'ha trobat una de millor.

## Motivacions
Les motivacions que van portar a aquests trobadors a fer servir els seus versos per lloar i venerar l'estimada fins al punt de rendir-li vassallatge i convertir-la així en Domna són diverses. Cal tenir clar, però, que es tractava d'una ficció literària.
Per una banda cal tenir en compte que quan el trobador adquiria prestigi tant era de quin estrat social procedís, podia gaudir del privilegi d'ocupar un lloc en una cort amb la manutenció pagada i ser remunerat fins i tot amb rentes i terres. Aquesta motivació, però, no es pot aplicar a tots els trobadors, ja que entre ells s'hi troben grans senyor feudals, com és el cas del duc d'Aquitània, el vescompte de Ventadorn, el príncep de Blaya o fins el rei Alfons I d'Aragó.
També cal tenir en compte el prestigi que podia adquirir el senyor i la seva cort mitjançant els versos. Sense oblidar les motivacions pròpies dels artistes.

## Altres aspectes de la Domna
La Domna, però, no tan sols va estar present en la lírica trobadoresca de manera passiva. Aquestes dames, cultes i d'elevada posició aristocràtica, també van voler aprofitar el prestigi que podien aportar les cansons a la seva cort o a elles mateixes i van exercir de patrocinadores.
En d'altres casos van ser elles directament que, intercanviant els papers del vassallatge amorós, es van dedicar a compondre versos i participar en els debats i tensons conjuntament amb d'altres trobadors com a trobairitz.